# Napoli velata
Napoli velata es una película italiana de 2017 escrita y dirigida por Ferzan Özpetek.

## Argumento
Durante una ceremonia tradicional celebrada en casa de su tía, la médica forense Adriana (Giovanna Mezzogiorno) es seducida por un atractivo joven, Andrea (Alessandro Borghi). Después de una noche de pasión, éste le pide que se reencuentren esa misma tarde, pero la decepciona al no presentarse a la cita. Al día siguiente, mientras está practicando una autopsia, Adriana descubre que el cadáver que está examinando pertenece a Andrea: alguien lo asesinó y le sacó los ojos. Por eso, decide indagar sobre el brutal homicidio y el pasado del joven; sin embargo, Luca, un doble de Andrea, aparece donde quiera que vaya, en una ciudad de Nápoles  envuelta en el misterio.

## Reparto
- Giovanna Mezzogiorno como Adriana / Isabella
- Alessandro Borghi como Andrea Galderisi / Luca
- Anna Bonaiuto como Adele
- Peppe Barra como Pasquale
- Biagio Forestieri como Antonio
- Lina Sastri como Ludovica
- Isabella Ferrari como Valeria
- Luisa Ranieri como Catena
- Maria Pia Calzone como Rosaria
- Carmine Recano como Domenico
- Loredana Cannata como Liliana
- Rosaria De Cicco como la adivina
- Angela Pagano como el guardián
- Maria Luisa Santella como Donna Assunta

## Premios y candidaturas
David di Donatello 2018
| Categoría                    | Persona                                 | Resultado |
| ---------------------------- | --------------------------------------- | --------- |
| Mejor director de fotografía | Gian Filippo Corticelli                 | Ganador   |
| Mejor escenografía           | Deniz Gokturk Kobanbay e Ivana Gargiulo | Ganadoras |
| Mejor director               | Ferzan Özpetek                          | Candidato |
| Mejor actriz protagonista    | Giovanna Mezzogiorno                    | Candidata |
| Mejor actor protagonista     | Alessandro Borghi                       | Candidato |
| Mejor actriz de reparto      | Anna Bonaiuto                           | Candidata |
| Mejor actor de reparto       | Peppe Barra                             | Candidato |
| Mejor banda sonora           | Pasquale Catalano                       | Candidato |
| Mejor vestuario              | Alessandro Lai                          | Candidato |
| Mejor maquillaje             | Roberto Pastore                         | Candidato |
| Mejor sonido                 | Fabio Conca                             | Candidato |

Nastro d'argento 2018
| Categoría                    | Persona                 | Resultado |
| ---------------------------- | ----------------------- | --------- |
| Mejor director de fotografía | Gian Filippo Corticelli | Ganador   |
| Mejor director               | Ferzan Özpetek          | Candidato |
| Mejor actriz protagonista    | Giovanna Mezzogiorno    | Candidata |
| Mejor actor de reparto       | Peppe Barra             | Candidato |
| Mejor banda sonora           | Pasquale Catalano       | Candidato |
| Mejor escenografía           | Ivana Gargiulo          | Candidata |
| Mejor vestuario              | Alessandro Lai          | Candidato |
| Mejor sonido en directo      | Fabio Conca             | Candidato |

Ciak d'oro 2018
| Categoría                    | Persona                                              | Resultado  |
| ---------------------------- | ---------------------------------------------------- | ---------- |
| Mejor escenografía           | Deniz Gokturk Kobanbay e Ivana Gargiulo              | Ganadoras  |
| Mejor vestuario              | Alessandro Lai                                       | Ganadora   |
| Mejor actriz de reparto      | Anna Bonaiuto                                        | Candidata  |
| Mejor director de fotografía | Gian Filippo Corticelli                              | Candidato  |
| Mejor sonido en directo      | Fabio Conca, Giuliano Marcaccini, Daniele De Angelis | Candidatos |

Premio Flaiano 2018
| Categoría      | Persona        | Resultado |
| -------------- | -------------- | --------- |
| Mejor director | Ferzan Özpetek | Ganador   |